# (26112) 1991 PG18
(26112) 1991 PG18 là một tiểu hành tinh nằm ở rìa ngoài của vành đai chính. Nó được phát hiện bởi Henry E. Holt ở Đài thiên văn Palomar ở Quận San Diego, California, ngày 8 tháng 8 năm 1991.